# Palpatine
Dark Sidious
Personnage de fiction apparaissant dans
Star Wars.
Sheev Palpatine, alias Dark Sidious, ou Darth Sidious dans les versions originale et québécoise, est un personnage de fiction, seigneur noir des Sith, homme politique et antagoniste principal de la saga Star Wars créée par George Lucas. D'abord sénateur de Naboo, Palpatine réussit à se faire élire Chancelier suprême de la galaxie, avant de fomenter un auto-coup d'État qui lui permet de devenir Empereur de l'Empire galactique pendant vingt-cinq ans.
Maître de Dark Maul, Dark Tyranus alias Comte Dooku, et Dark Vador, puis créateur de Snoke, il apparaît comme l'antagoniste central de la trilogie originale puis de la prélogie ; il est à l'écran pour la première fois dans le cinquième épisode, L'Empire contre-attaque (sorti en 1980). Il est interprété par Ian McDiarmid dans tous les films dans lesquels il apparaît.
Originaire de Naboo, Palpatine a été formé au côté obscur de la Force dès le plus jeune âge par son maître, Dark Plagueis. Il se fixe comme mission de rétablir l'ordre Sith et de détruire les Jedi, grâce à un vaste complot mené à l'échelle de la Galaxie.
Utilisant sa maîtrise du côté obscur, ses talents d'homme politique et sa connaissance des rouages de la République, il devient sénateur de la planète Naboo au Sénat galactique en 52 av. BY, puis Chancelier suprême de la République galactique en 32 av. BY (épisode I). Réussissant à dissimuler son identité de seigneur noir des Sith, Palpatine profite de la crise de sécession qu'il a secrètement incitée pour se faire voter les pleins pouvoirs par le Sénat en 22 av. BY. Manipulant à la fois les Séparatistes et la République, il veille à faire durer la guerre des clones, lui permettant ainsi d'accroître sa mainmise sur la Galaxie.
En 19 av. BY, après avoir mis en œuvre la grande purge Jedi, il s'autoproclame Empereur devant le Sénat, et transforme la République en un Empire. Il fait sombrer le Jedi Anakin Skywalker dans le côté obscur de la Force et en fait Dark Vador, son nouvel élève et bras droit. Le règne de Palpatine, perturbé par l'émergence de Luke Skywalker et de Leia Organa comme chefs de file de la rébellion, s'achève dans l'épisode VI, à la fin duquel il est présumé mort tué par Dark Vador en l'an 4 ap. BY lors de la bataille finale contre la seconde étoile de la Mort. En décidant de se sacrifier et de tuer l'Empereur, incarnation ultime du Mal, pour sauver son fils Luke, Vador revient du côté lumineux de la Force et accomplit la prophétie de l'Élu en rétablissant l'équilibre dans la Force.
Il réapparaît toutefois une nouvelle fois dans l'épisode IX (2019), qui le fait revenir 31 ans après sa mort dans la chronologie originale.

## Biographie

### Histoire canonique

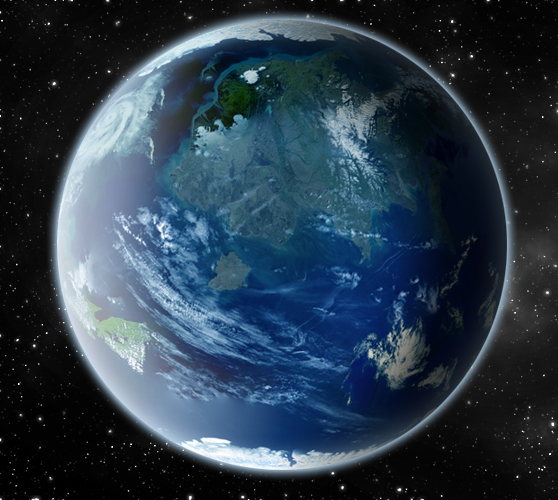
Vue d'artiste d'une planète tellurique similaire à Naboo, lieu d'origine de Sheev Palpatine.

#### Origines
Sheev Palpatine, né sur Naboo vers 84 avant la bataille de Yavin, s'engage dans une carrière politique et en gravit les échelons jusqu'à devenir le représentant de sa planète natale au Sénat galactique de la République.
Palpatine a obtenu le nom de Dark Sidious lorsqu'il est devenu l'apprenti du seigneur Sith légendaire Dark Plagueis qui était, selon les dires du futur chancelier à Anakin Skywalker, parvenu à influencer les midi-chloriens pour créer la vie et protéger de la mort. Sidious a tué son maître dans son sommeil après avoir reçu tous les enseignements de ce dernier sur le côté obscur de la Force.
Étant à la recherche d'un apprenti Sith, Sidious s'est rendu sur la planète Dathomir où il a rencontré la Sœur de la nuit Talzin. Palpatine kidnappe son fils ainé, le Zabrak frère de la nuit qui va devenir son apprenti : Dark Maul. Tout en formant Dark Maul, Sidious entre en contact avec le Comte Dooku, un Maître Jedi éprouvant de plus en plus d'aversion envers la République.

#### Le blocus de Naboo
Dark Sidious a ensuite mis à exécution la première étape importante de son plan, le blocus de Naboo. La Fédération du Commerce, dirigée par Nute Gunray, vice-roi qui pense être soutenu par Sidious, proteste contre la nouvelle taxation des échanges commerciaux votée par le Sénat. Elle organise le blocus puis l'invasion de la planète Naboo. Dans le même temps, il envoie son apprenti, Dark Maul, combattre les deux Jedi protégeant la reine de Naboo, Padmé. Celui-ci est cependant vaincu par le Jedi Obi-Wan Kenobi. Palpatine semble en parallèle assister la reine de Naboo et les Jedi à Coruscant. Incitant la jeune reine de Naboo à demander un vote de censure envers le chancelier Valorum pour son inaction et en capitalisant sur l'élan populaire créé par l'invasion de sa planète, il réussit pendant la crise à se faire élire Chancelier suprême.

#### La guerre des clones et auto-coup d'État

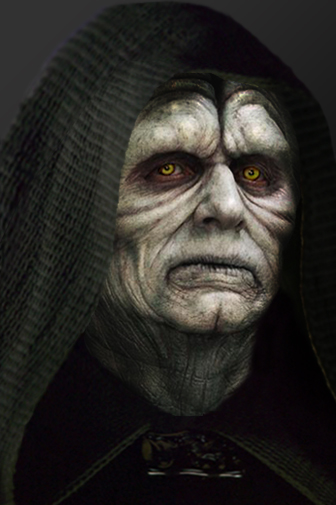
Visage scarifié du Chancelier Palpatine après son duel contre Mace Windu.

Le Sénat accorde les pleins pouvoirs au Chancelier dès le début de la guerre. La pacifiste Padmé Amidala étant hors de Coruscant à la suite d'une tentative d'assassinat contre elle, la demande de formation d'une armée pour la République est lancée. Palpatine dirige alors les deux camps opposés : la République Galactique et l'Alliance Séparatiste (officiellement la Confédération des Systèmes Indépendants). Après la première bataille de la guerre des clones, Dark Sidious reçoit son apprenti Dark Tyrannus (le Comte Dooku) à Coruscant discrètement.
Trois ans plus tard, Palpatine demande au général Grievous d'organiser la simulation d'une tentative d'enlèvement de sa propre personne par le biais d'une attaque générale surprise sur la capitale de la République. Les Jedi Obi-Wan Kenobi et Anakin Skywalker viennent alors secourir le Chancelier présumé prisonnier des Séparatistes. Palpatine trompe et sacrifie Dooku durant cette opération en manipulant le Jedi Anakin pour l'inciter à le tuer. Ce dernier est par ailleurs influencé par le Sith depuis des années afin qu'il bascule du côté obscur et devienne son apprenti en raison de sa très grande sensibilité à la Force. Skywalker a ainsi des visions de sa femme, qui n'est autre que l'ancienne reine de Naboo et désormais sénatrice, Padmé Amidala, en train de mourir en accouchant. Il est angoissé par son envie de la sauver, ce que Palpatine comprend comme une occasion d'en faire son apprenti Sith. Il lui conseille alors de basculer du côté obscur de la Force, ce qui lui permettrait de contrer la mort, et lui révèle par conséquent qu'il est depuis le début un Sith, et non l'honnête politicien qui se révèle ainsi être une façade. Il perturbe aussi Anakin en décrivant le Conseil Jedi comme un groupe mal intentionné.
Profondément troublé, Skywalker ira néanmoins délivrer l'identité du Sith au Maître de l'Ordre Jedi. Mace Windu, ayant appris que Palpatine est un Sith, tente de l'arrêter, et à défaut de le tuer, et prenant en renfort pour cela trois maîtres Jedi : Kit Fisto, Agen Kolar et Saesee Tiin. Durant ce combat, Palpatine parvient à les tuer tous les trois avant de se faire désarmer par Windu. Cependant, l'arrivée d'Anakin qui choisit au dernier moment de sauver le Sith pour sauver sa femme permet au Chancelier de vaincre Windu en l'électrocutant et en lançant par la fenêtre de son bureau. Dark Sidious choisit juste après comme nom Sith pour Anakin celui de Dark Vador. Il possède dès lors un nouvel apprenti.
Palpatine lance à plusieurs commandants clones l'Ordre 66, l'exécution des Jedi de la Galaxie. Il annonce ensuite que les Jedi ont tenté de l'assassiner et que la République devient un Empire galactique.

« Et la rébellion des Jedi a pu être matée. Et pour le reste des Jedi, nous avons donné l'ordre de les traquer et de les exterminer !
Cette tentative de meurtre a eu des effets. Elle a laissé une profonde cicatrice, sur mon corps et dans mon âme. Mais soyez assurés que ma détermination n'a jamais été aussi grande !
Pour garantir la sécurité dans la continuité et la stabilité, la République sera bientôt réorganisée et deviendra la première puissance galactique impériale ! Pour une société fondée sur l'ordre, et la sécurité ! »

— Discours du chancelier Palpatine devant le Sénat galactique, peu après le déclenchement de l'Ordre 66
La large approbation dont jouit Palpatine auprès des sénateurs lors de ce discours fait dire à la sénatrice Amidala : « Ainsi s'éteint la liberté : sous une pluie d'applaudissements ». Palpatine devient alors un empereur tout-puissant, à la tête d'une dictature absolue à la grande brutalité.

#### Le règne de l'Empereur
Palpatine est désormais le maître de la galaxie. L'apprenti de Palpatine, Dark Vador, sert fidèlement son Maître en tant que bras-droit. Palpatine est de plus en plus considéré comme un tyran après la mise en place des institutions impériales et de la répression. L'Alliance Rebelle, notamment dirigée par le sénateur Bail Organa, cherche à le renverser. L'Empereur Sith profite de son pouvoir et de son emprise sur la Galaxie pour construire des armes surpuissantes comme l'Étoile de la Mort. En l'an 0 av. BY, Palpatine met en place la dernière étape de son plan contre les vestiges de la république et l'Alliance rebelle. Prononçant la dissolution définitive du Sénat impérial, il donne le commandement de l'Etoile de la Mort au grand Moff Tarkin, ce dernier décidant de détruire la planète d'Alderaan, tuant Bail Organa et sa femme, en guise d'avertissement à toute la galaxie.

#### La chute de l'Empire galactique
Décidant de détruire une fois pour toutes l'Alliance visant à restaurer la République, Palpatine met en place un plan. Il veut attirer les rebelles près de sa nouvelle station de combat, présentée comme incomplète et vulnérable, alors qu'elle est opérationnelle, et les annihiler en utilisant d'une part le superlaser de la station, et d'autre part une importante flotte de croiseurs interstellaires réunie en secret pour prendre en tenaille les vaisseaux rebelles et les empêcher de fuir.
Luke Skywalker décide de se présenter à l'Empereur pendant cette opération. Vador, père de Luke, se bat un moment contre son fils face à Sidious, qui montre ensuite qu'il souhaite avoir comme nouvel apprenti Luke, pour remplacer Vador, affaibli par son armure et moins puissant que son fils. L'Empereur, face au refus de Luke de devenir son apprenti et de basculer vers le côté Obscur, l'attaque. Vador, refusant la mort imminente de son fils, saisit alors Palpatine et le jette dans le générateur de l'Étoile de la Mort. Dark Vador laisse alors définitivement la place à Anakin Skywalker.

#### Retour
Sans que personne en soit au courant, Palpatine préparait durant son règne d'Empereur un plan secret basé sur la planète Exegol, afin de pouvoir ressusciter dans le corps d'un clone de lui-même. Il savait que son apprenti le trahirait à un moment ou à un autre. Il crée Snoke pour lui confier la direction du Premier Ordre, mais celui-ci est plus tard tué par Kylo Ren, petit-fils de Vador. Il a un autre clone, dont Rey est la fille. Plus de 30 ans après, il resurgit d'entre les morts. Lorsque le nouveau Suprême Leader du Premier Ordre Kylo Ren se présente devant lui sur Exegol après être arrivé grâce à un Orientateur Sith, Palpatine lui propose de tuer Rey,,.
Rey vient quelque temps après sur Exegol, suivie de Kylo Ren de retour. Sidious absorbe alors un peu d'énergie vitale des deux protagonistes, se régénérant progressivement et gagnant du pouvoir. Sidious déstabilise tous les appareils de la Résistance grâce à des éclairs de Force. Cependant, Rey, animée par l'ensemble des Jedi, pare les coups de Palpatine contre elle et retourne les éclairs du puissant seigneur noir des Sith contre lui, l'anéantissant pour de bon, lui et son laboratoire.

### UniversLégendes

#### Jeunesse et formation par Plagueis
Originaire de la planète Naboo dans la Bordure Médiane, Sheev Palpatine naît en 84 av. BY. Alors qu'il est encore jeune, le Seigneur noir des Sith Dark Plagueis, alors en voyage d'affaires pour Damask Holdings et en quête d'un nouvel apprenti, sent la puissance qu'il pourrait avoir s'il était initié au côté obscur de la Force. Il décide alors d'exploiter celle-ci avant les Jedi en faisant de Palpatine son apprenti. Palpatine devient alors Dark Sidious. Après de nombreuses années de formation, en 32 av. BY Dark Sidious assassine son Maître dans son sommeil.

#### Manipulation de la Fédération du Commerce
En parallèle de son entraînement Sith, Palpatine devient sénateur de Naboo et de son secteur en 52 av. BY. Il manipule différents groupes et personnes de la galaxie pour monter. Il planifie par exemple l'assassinat des membres du directoire de la Fédération du commerce - en apparence par le Front Nébula - au cours d'une réunion, à l'exception notable de Gunray : le pouvoir de ce dernier est assuré, et sa soumission à Dark Sidious acquise. Ces préparatifs réussis permettent à Dark Sidious de lancer la première grande étape de son plan : le blocus, par la Fédération du commerce, de sa propre planète, Naboo. Sur les suggestions de Palpatine, une motion de censure par la Reine Amidala est adoptée à l'encontre du Chancelier suprême Finis Valorum. Dans le même temps, Dark Sidious envoie son apprenti, Dark Maul, combattre les deux Jedi protégeant la reine. S'il a perdu son apprenti, tué par Obi-Wan Kenobi, il a découvert le jeune Anakin Skywalker, qui lui apparaît comme le résultat de l'expérience de Plagueis visant à créer directement la vie ; il décide de surveiller l'évolution du jeune padawan.

#### Le grand plan Sith
Les années suivantes, Palpatine assure sa réélection grâce à son action contre les pesanteurs bureaucratiques, tout en entretenant en secret les défauts du fonctionnement de la République, afin de provoquer un mécontentement dont il n'apparaît pas publiquement responsable. À travers des programmes comme le « Vol vers l'infini », Palpatine se débarrasse discrètement de Jedi puissants. En cachette, Palpatine délègue au Comte Dooku, Jedi déchu qui devient son apprenti, le soin de procéder à la création d'une armée de clones pour défendre la République contre des visées séparatistes qu'il prend en fait soin de créer et d'entretenir pour déclencher la guerre. Le nombre de théâtres d'opération, la difficulté des combats, et le fait que Palpatine contrôle la guerre des deux côtés, entraînent la mort de nombreux Jedi sans que personne puisse soupçonner Palpatine. Palpatine demande à Grievous d'organiser la simulation d'une tentative d'enlèvement de sa propre personne. Les Jedi Obi-Wan Kenobi et Anakin Skywalker viennent alors secourir le Chancelier présumé prisonnier des Séparatistes. Il sacrifie Dooku dans cette opération, manipule ensuite Anakin, élimine les Jedi et le Conseil Séparatiste et proclame l'Empire galactique en très peu de temps.

#### Restructuration en Empire

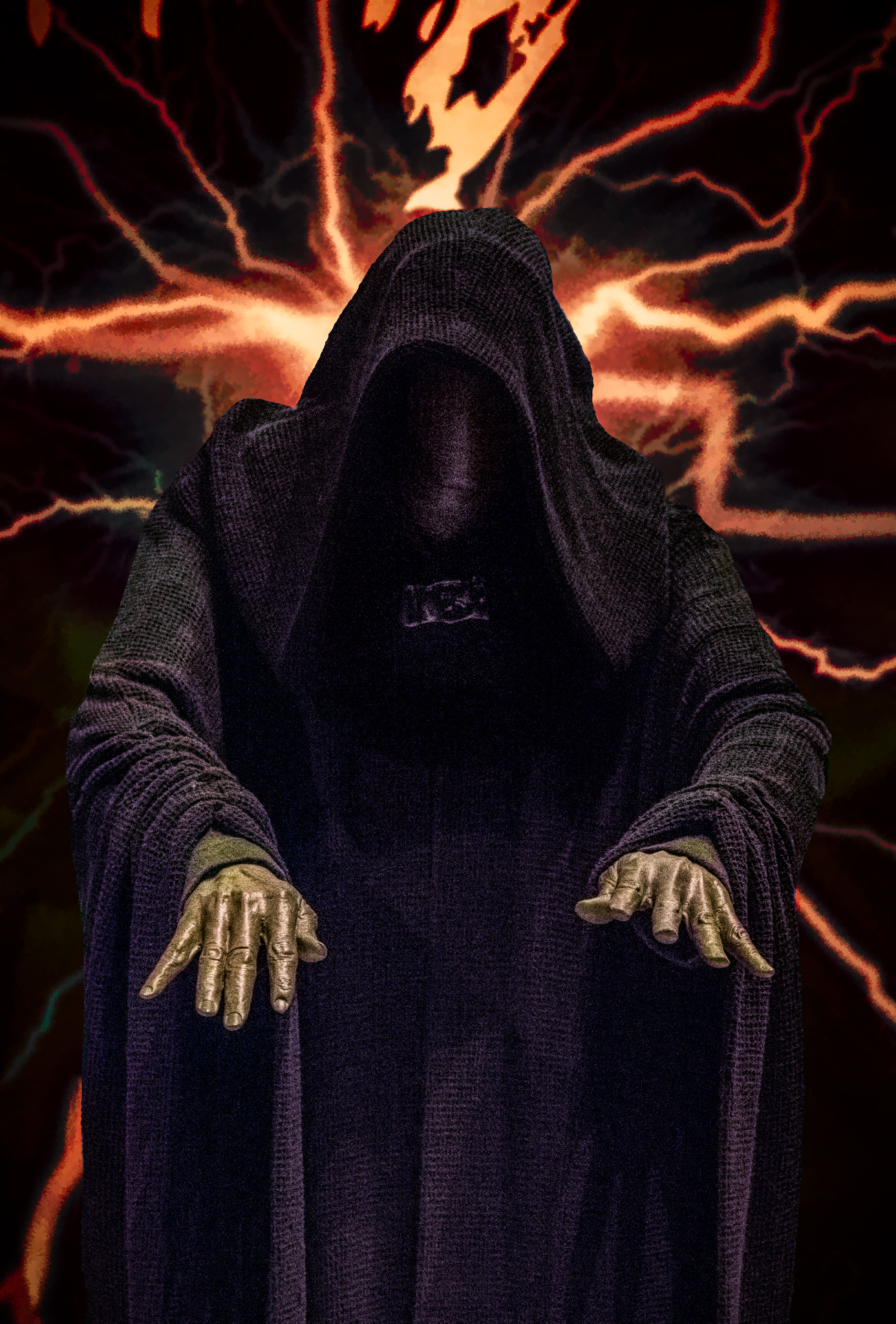
Habit de Sheev Palpatine en tant que seigneur noir des Sith: Darth Sidious.

Palpatine est désormais le maître de la galaxie. Palpatine met progressivement en place une politique d'exclusion des espèces non-humaines (bien qu'il nomme à certains postes des non-humains méritants, par exemple le Grand amiral Thrawn). L'instauration des Moffs, successeurs des gouverneurs régionaux de la Guerre des clones, disposant de pouvoirs considérables, lui permet de renforcer sa mainmise dans les secteurs plus éloignés. Parmi eux se trouvent des partisans tels que Tarkin, à qui il confie le projet « Étoile noire » ; la « doctrine Tarkin », basée sur la peur, est considérée comme une solution contre les mouvements rebelles naissant. Le régime s'appuie aussi sur une propagande importante et de grands réseaux d'espionnage et de renseignement.
L'Empereur s'appuie également sur de hauts dignitaires pour gouverner, à l'instar de Sate Pestage, qui dirigera même l'Empire à la suite de la mort de Palpatine après en avoir été l'un des principaux conseillers. L'Alliance rebelle et formée par des opposants secrets comme Bail Organa, alors que Palpatine profite de son pouvoir et de son emprise sur la Galaxie pour construire des armes surpuissantes comme l'Étoile de la Mort.

#### Première des trois morts
Décidant de détruire une fois pour toutes l'Alliance visant à restaurer la République, Palpatine élabore un piège : il souhaite attirer les rebelles près de sa nouvelle station de combat, présentée comme incomplète et vulnérable, alors qu'elle est opérationnelle, et les annihiler en utilisant d'une part le superlaser de la station, et d'autre part une importante flotte de star destroyers réunie en secret pour prendre en tenaille les vaisseaux rebelles et les empêcher de fuir.
Luke Skywalker décide de se présenter à l'Empereur pendant cette opération. Vador, père de Luke, se bat un moment contre son fils face à Sidious, qui montre ensuite qu'il souhaite avoir comme nouvel apprenti Luke, pour remplacer Vador, affaibli par son armure et moins puissant que son fils. L'Empereur, face au refus de Luke de devenir son apprenti, l'attaque. Vador, refusant la mort imminente de son fils, saisit alors Palpatine et le jette dans le générateur de l'Étoile de la Mort. Dark Vador laisse alors définitivement la place à Anakin Skywalker.

#### Résurrections
En 10 ap. BY, l'Empereur revient grâce à la technique du transfert d'esprit à travers un clone. Il lance dès lors des attaques contre la Nouvelle République. Il renait une deuxième fois après avoir été une autre fois vaincu, et se remet en campagne, à l'aide d'une super-arme, le Canon galactique. Malheureusement pour lui, Palpatine ressent le besoin de transférer son esprit dans un nouveau corps où la force est puissante pour pouvoir subsister, son corps de clone se détériorant. Il essaie de le transférer dans celui d'Anakin Solo, fils de Han et Leia, mais son esprit est intercepté par un apprenti Jedi, qui périt emmenant avec lui l'esprit de Palpatine, alors vaincu à jamais. Cette défaite majeure marque le commencement d'une importante chute du pouvoir des Vestiges de l'Empire.

## Description
Lorsqu'il était sénateur et relativement jeune, Palpatine possédait une chevelure brune claire et un regard assuré. Dans la série animée The Clone Wars le chancelier Palpatine est blond, a les cheveux coiffés en arrière (sa coiffure est semblable à celle de Dooku dans la série) et est toujours vêtu d'une tenue rouge avec de larges épaules (la même que lors de son combat contre Windu dans l'épisode III). Plus de 10 ans plus tard, alors qu'il est Chancelier Suprême, ses cheveux courts virent au gris puis finalement au blanc.
Lors de sa confrontation avec Mace Windu, son visage est gravement déformé et scarifié par ses éclairs de la force que le Jedi lui renvoie avec son sabre laser. Il s'inflige volontairement ces blessures afin de susciter de la pitié envers Anakin Skywalker afin que ce dernier lui sauve la vie. Lorsqu'il déclenche la purge Jedi il cesse de dissimuler grâce à l'alchimie Sith sa véritable apparence, avec un visage quasiment cadavérique et des yeux jaunes flamboyants. Cette apparence est due à son utilisation du côté Obscur de la Force, qui a le don de modifier physiquement ses utilisateurs. Vers la fin de sa vie, Palpatine utilise une canne pour se déplacer bien que, comme Yoda, il n'en ait pas vraiment besoin.
Grand manipulateur, Palpatine fait croire qu'il défend la démocratie pendant longtemps, mais cache aussi longtemps son affinité au Côté obscur en tant que Dark Sidious, seigneur noir des Sith. Il a notamment caché l'Ordre 66 et son identité Sith aux Jedi pendant toute son ascension politique jusqu'à son coup d'État, qu'il débute par l'extermination de la majorité des Jedi de la Galaxie.
Il est par ailleurs pratiquement immortel grâce au pouvoir volé à son maître combiné au clonage. En effet, il dispose d'un pouvoir de transfert de sa vie. Son esprit peut quitter son corps et survivre à sa destruction, il pouvait ensuite posséder un autre corps. C'est ce pouvoir qui lui permit de revenir à la vie dans un clone de lui-même.
Il est également connu pour sa maîtrise des célèbres Éclairs de Force, qu'il utilisait à de nombreuses reprises. Il les utilisa notamment pour torturer Luke Skywalker et tenter de le tuer dans Le Retour du Jedi. Cependant, respectivement dans La Revanche des Sith et L'Ascension de Skywalker, Mace Windu et Rey Palpatine retournent contre lui les Éclairs que Sidious leur envoie.

Sidious maîtrise aussi la tempête de Force, surtout contre Galen Marek, alias Starkiller, dans Le pouvoir de la force. Il s'agit d'une sorte d'anomalie spatiale prenant l'apparence d'un vortex qui aspire et détruit tout ce qui se trouve à proximité.

Divers habits attribués à Sheev Palpatine
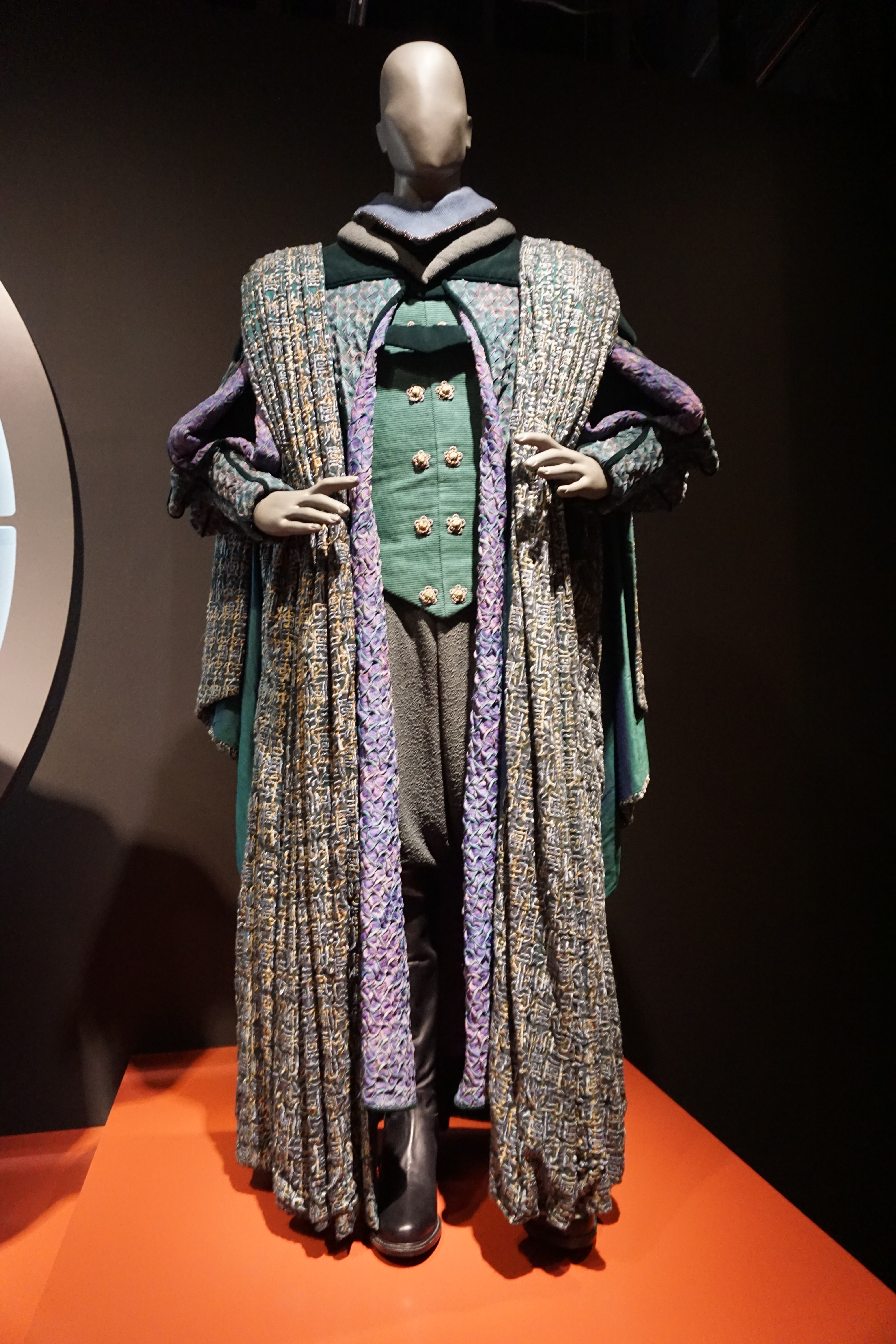
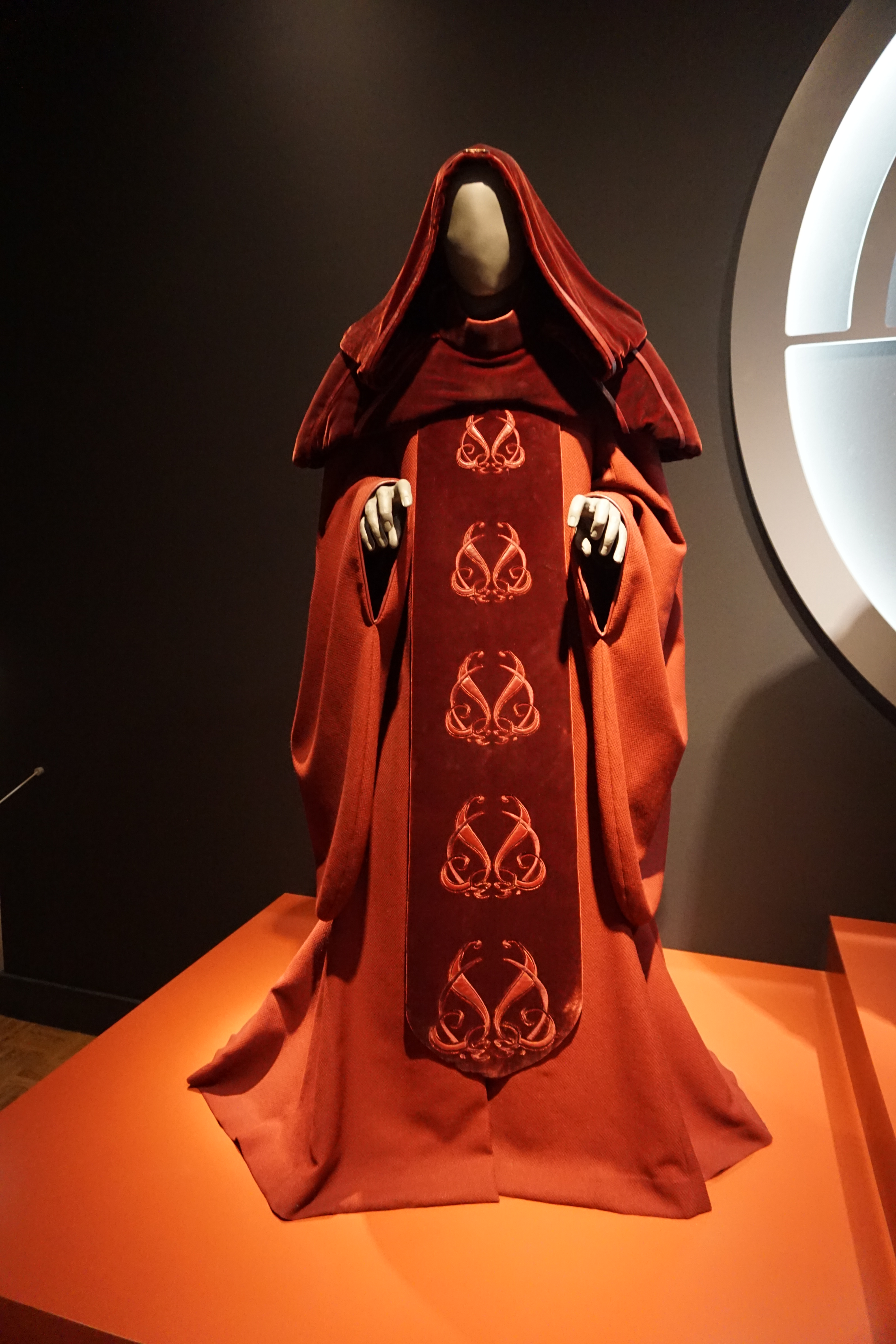
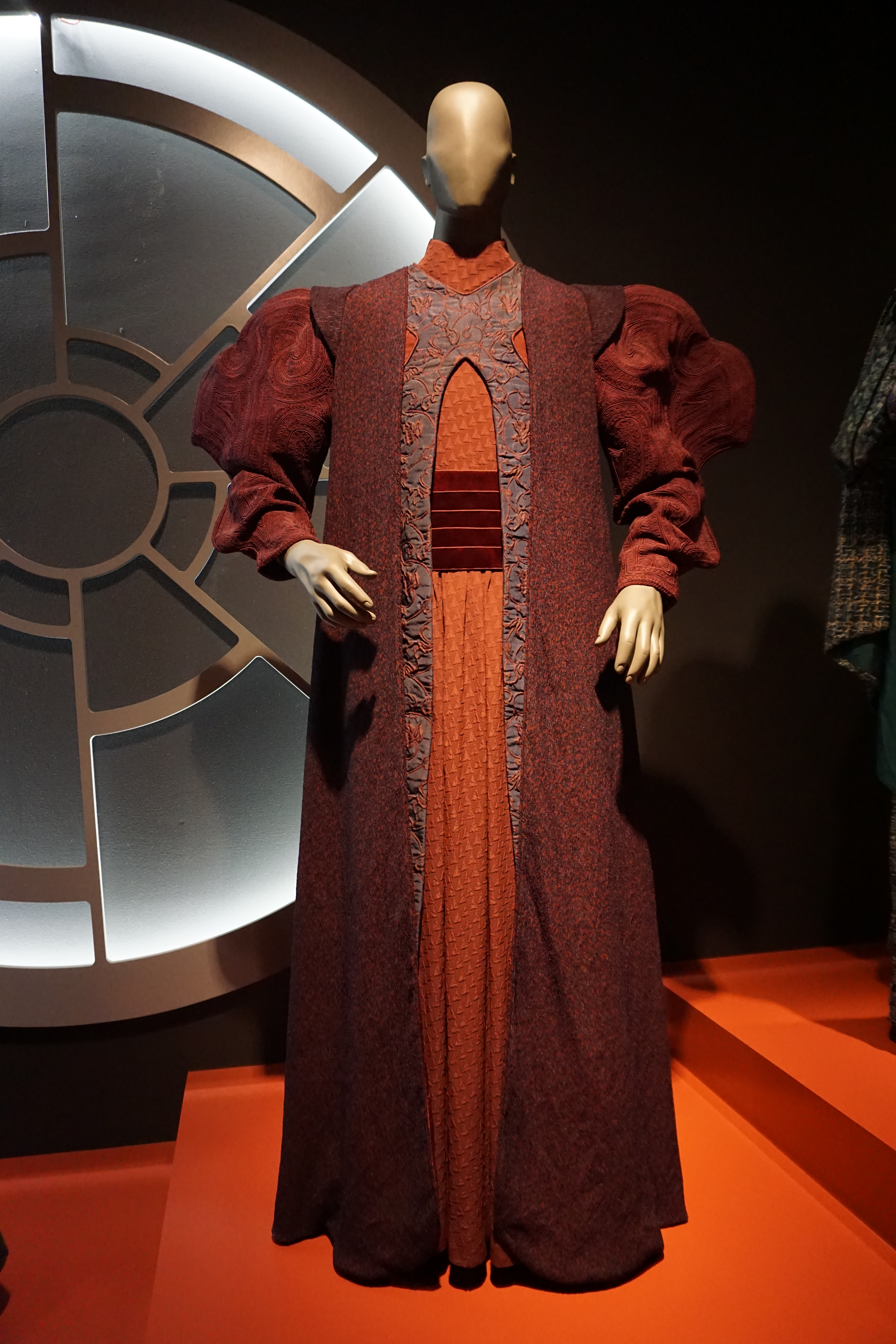
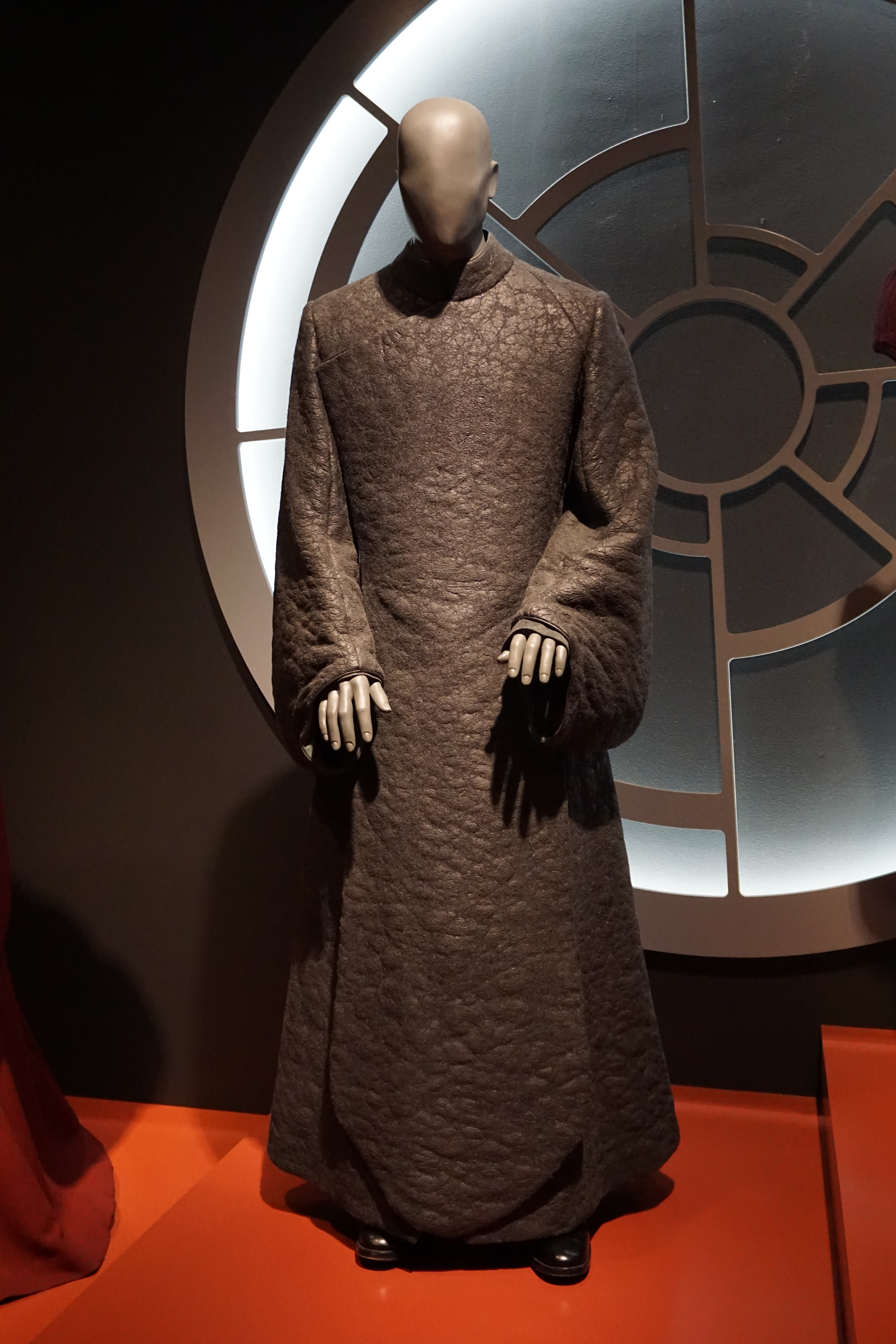
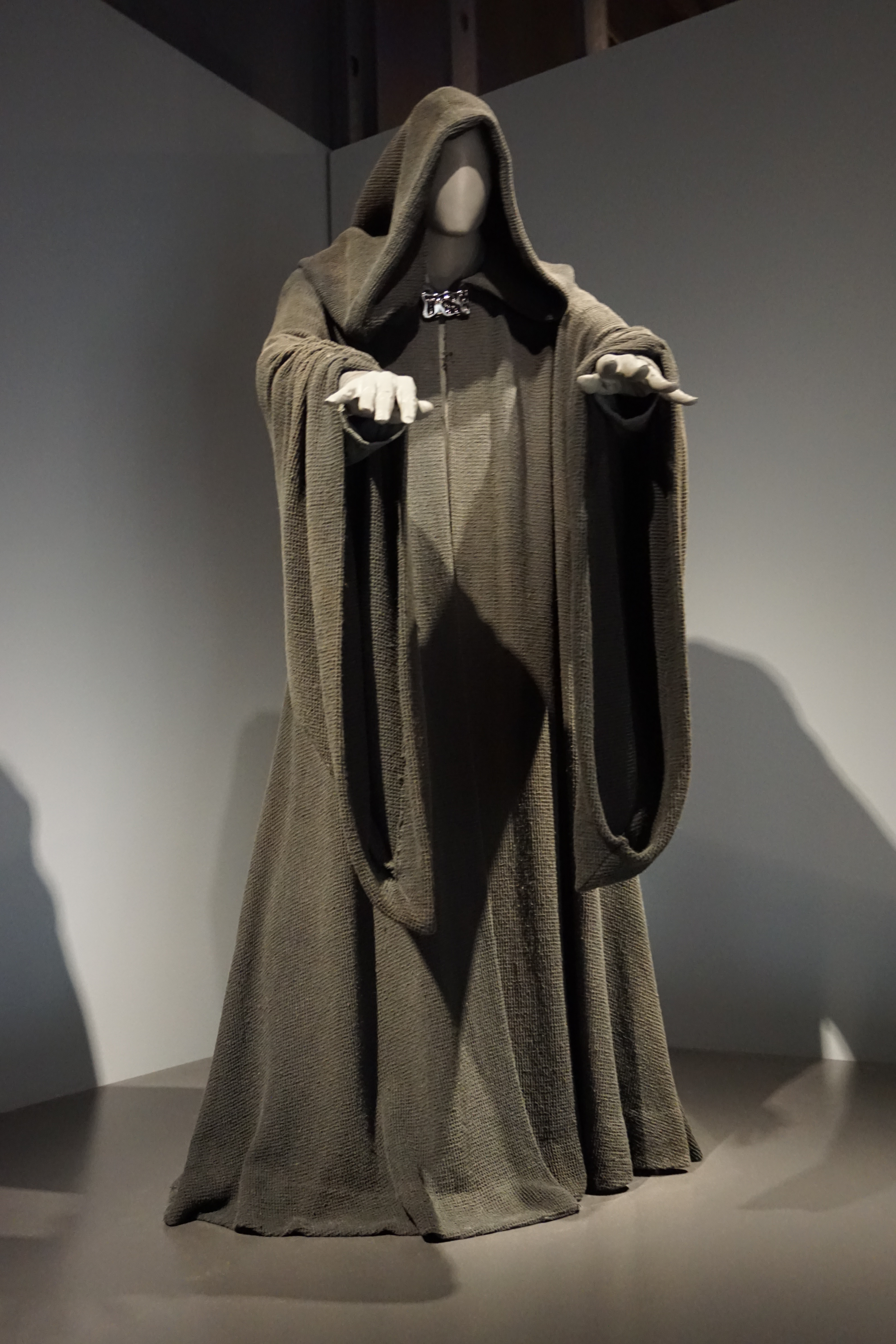

### Maître d'arme
Trois duels au sabre laser, tous achevés par une victoire de Dark Sidious, sont connus à son actif en ce qui concerne la filmographie. L'un dans la série Star Wars: The Clone Wars et deux autres se déroulent dans l'ultime épisode de la prélogie.
Pendant la guerre des clones, Sidious se bat contre son ancien apprenti, Dark Maul, et son frère Savage Opress, voulant s'emparer du pouvoir chez les Sith, en ayant alors déjà pris le contrôle de la planète Mandalore. Sidious craint que les deux frères ne deviennent assez puissants pour l'empêcher de poursuivre son plan de contrôle de la Galaxie. Il se rend à la salle du trône de Mandalore avec une navette. Pendant le combat, il utilise deux sabres, réalise beaucoup d'acrobaties comme à son habitude. Il parvient à tuer Savage, celui-ci étant armé d'un sabre laser à deux lames. Maul, jusque là armé d'un sabre laser à lame rouge, s'arme alors du sabre Noir. Toutefois, Sidious reste supérieur et vainc Maul, même s'ils ont tous deux deux sabres laser.
Il dispute aussi un duel contre le Maître Jedi Mace Windu, alors que ce dernier vient l'arrêter au nom du Sénat, faisant l'erreur de n'être accompagné que de trois compagnons. Après avoir abattu les Maîtres Jedi Kit Fisto, Agen Kolar et Saesee Tiin en l'espace de quelques instants, Palpatine se retrouve face-à-face avec Windu, qui finit par le vaincre et le désarmer au terme d'un duel éprouvant, victoire légitime confirmée par George Lucas lui-même durant une interview, ainsi que par la novellisation de la Revanche des Sith, où l'on apprend que le style de combat de Windu, le Vaapad, combiné à la technique de shatterpoint (permettant au jedi de voir les flux de Force au niveau du corps de son adversaire) lui permit de retourner le côté obscur contre Sidious et prendre le dessus durant le duel au sabre laser. Anakin Skywalker arrive alors en renfort, ce qui permet à Dark Sidious de tuer Windu. Cet événement joue un rôle majeur dans la transformation d'Anakin en Dark Vador.
L'autre duel connu l'oppose à Maître Yoda après l'Ordre 66. Ce combat d'une intensité titanesque se déroule dans l'enceinte même du Sénat Galactique. Sidious n'hésite pas à déchaîner toute sa puissance, face à un Jedi surpuissant aussi. Le duel est d'abord serré avec deux ennemis de puissance apparemment égale. Cependant, le Sith prend rapidement le dessus. Après avoir reçu des éclairs de Force, Yoda perd son sabre laser, met[pas clair] contre la puissance des éclairs jusqu'à libérer la puissance qu'il accumulait soudainement en une décharge violente qui atteint les deux combattants avec force. Yoda tombe au bas du bâtiment du Sénat, tandis que Sidious reste surélevé sur une capsule de sénateur. Fatigué physiquement par le combat et moralement par les décès de nombreux Jedi avec l'Ordre 66, Yoda s'enfuit alors.

### Apprentis
Apprenti de Dark Plagueis, qu'il assassina après avoir été formé, il est le maître de Dark Maul, de Dark Tyranus alias le Comte Dooku, et enfin de Dark Vador alias Anakin Skywalker. Pour lui, un apprenti n'est qu'un pion qu'il n'hésite pas à sacrifier si l'opportunité d'en avoir un plus puissant se présente, comme il le fait avec le sacrifice du Comte Dooku durant la bataille de Coruscant.
Bien qu'il ne s'agisse pas de son apprenti à proprement parler, Kylo Ren a été fortement influencé par Dark Sidious sans en avoir conscience.

## Concept et création

### Inspirations

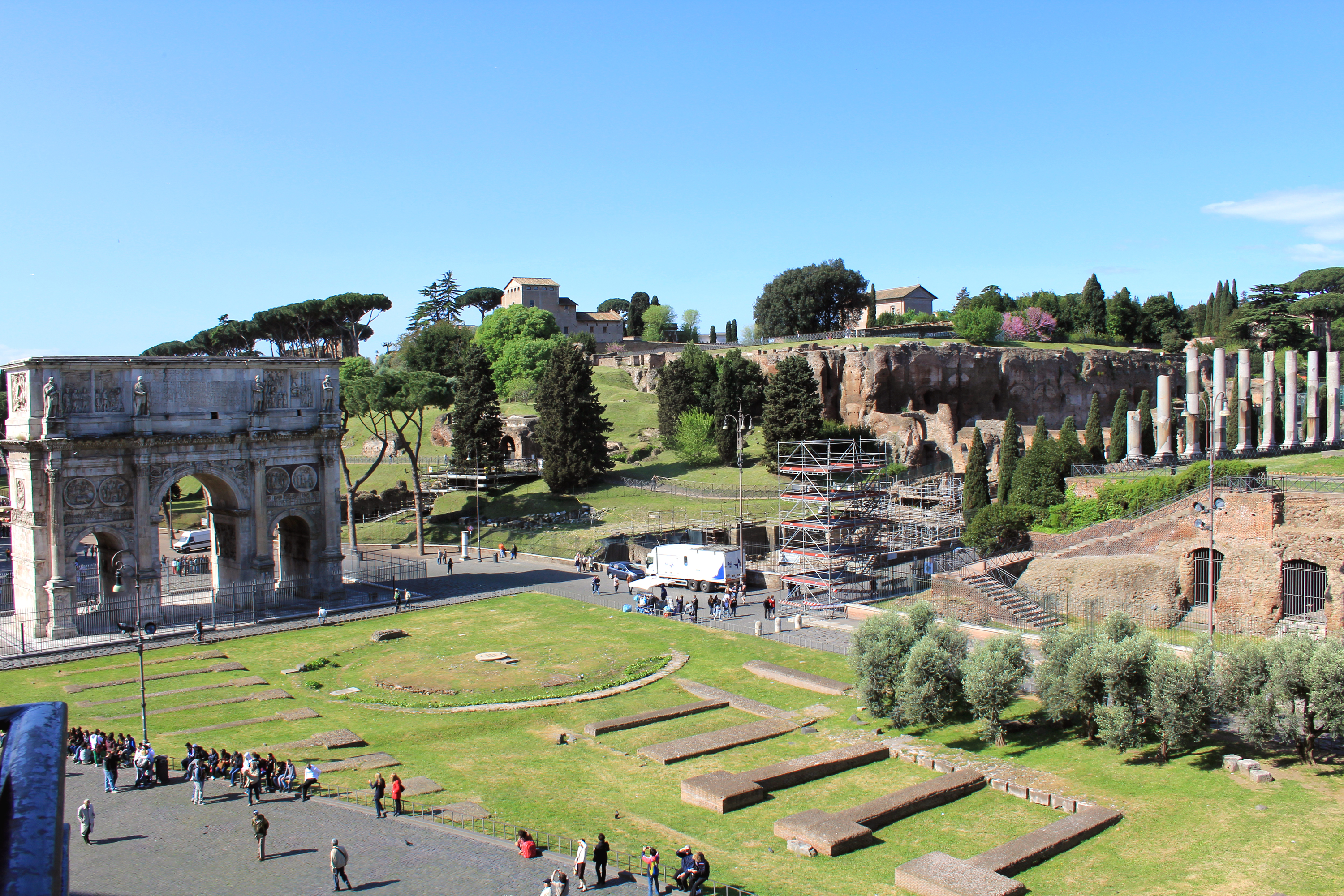
Le Palatin, vue du Colisée, à Rome.

Dark Sidious est inspiré de personnages fictifs, comme Ming l'Impitoyable des bandes-dessinées Flash Gordon, mais notamment de figures historiques réelles, comme le président Nixon, ou les dictateurs Jules César, Napoléon Bonaparte et Adolf Hitler,.

### Autour du nom
Dark Sidious est formé de Dark, « Darth » en anglais, titre créé pour Star Wars, comparable au titre honorifique Sir, et de Sidious, la contraction des mots anglais insidious qui veut dire insidieux et seduce, qui signifie séduire.
Palpatine vient du latin palpare, qui signifie flatter, et de Palatin, l'une des sept collines de la Rome antique, ce qui rappelle qu'il est inspiré de l'empereur Auguste. La terminaison en « ine » rappelle Lénine ou Staline, marquant ainsi une proximité avec ces dictateurs totalitaires. Il est également possible que George Lucas ait voulu rendre hommage à son collègue (et ami) Martin Scorsese et notamment à son film Taxi Driver (1976), dans lequel apparaît le sénateur Palantine.
Palpatine combinerait donc la démagogie, voire la corruption de la Rome antique, et l'impitoyable poigne de Staline. Le premier aspect est démontré dans les 3 premiers films, où il monte une intrigue magistrale pour devenir le chef et le sauveur d'une galaxie qu'il a secrètement poussée au bord du gouffre. Dans les trois films suivants (les plus anciens), c'est un tyran impitoyable qui écrase toute opposition, et rase des planètes pour l'exemple.
Lors du New York Comic Con 2014, James Luceno dévoile le véritable prénom de Palpatine : Sheev . Pour des raisons phonétiques, le nom Sheev a été apparenté au terme anglais shiv, une sorte de petit couteau similaire au surin notamment utilisé dans le système carcéral américain entre les prisonniers,. Il est aussi rapporté que Sheev, encore pour des raisons phonétiques, rappelle Shiva, une divinité hindoue qui incarne la destruction et la transformation.

### Interprètes

#### Dans la saga Skywalker

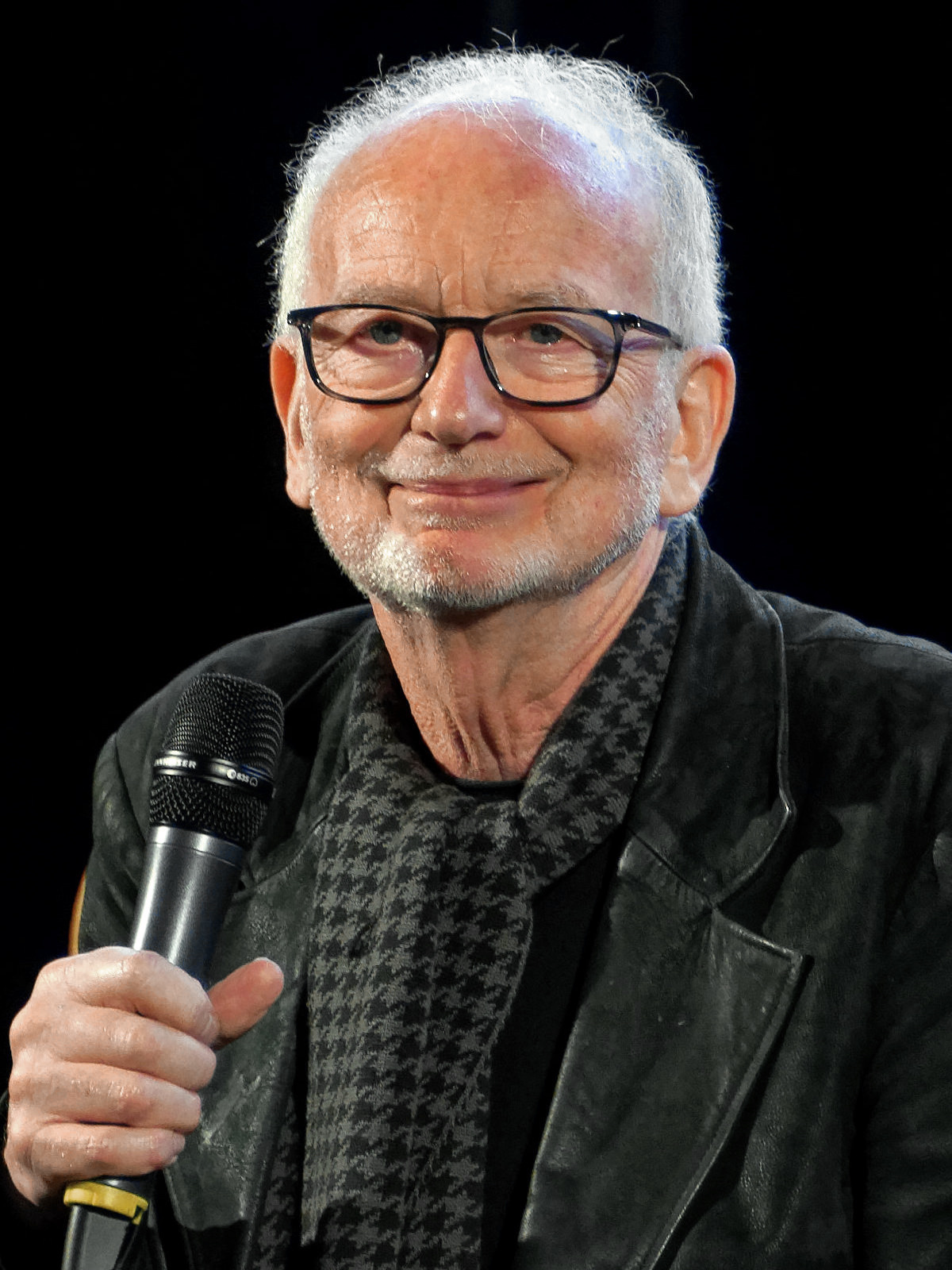
Ian McDiarmid interprète Palpatine dans les trois trilogies Star Wars.

Pour sa première apparition dans L'Empire contre-attaque, Palpatine est physiquement interprété par Marjorie Eaton qui porte un masque de latex sculpté par Phil Tippett. Durant la post-production, des yeux de chimpanzés lui ont également été rajoutés. La voix de Palpatine est quant à elle celle du comédien Clive Revill.
Pour Le Retour du Jedi, Lucas et le réalisateur Richard Marquand choisissent McDiarmid pour jouer l'Empereur. Il était à l'époque vers la fin de sa trentaine et n'avait jamais tenu un rôle important dans un film. Dans une interview pour BackStage, McDiarmid révèle qu'il n'a jamais jeté son dévolu sur une carrière au cinéma, et qu'il n'a passé aucune audition pour le rôle. Il a passé une interview après que le directeur du casting l'a vu jouer Howard Hughes dans la pièce Seduced. Pour le tournage, quatre heures sont prises pour transformer l'acteur en Dark Sidious avec du maquillage et des prothèses.
Bien qu'il eût entendu les rumeurs de six films supplémentaires à la trilogie, McDiarmid a été surpris lorsque Lucas lui a demandé de reprendre le rôle 16 ans après Le Retour du Jedi, pensant que ce dernier aurait choisi un comédien plus jeune. Expliquant que les actions du personnage sont de l'hypocrisie pure, il compare le rôle au personnage de Iago de la pièce Othello ou le Maure de Venise. Il mentionne le fait que tous les personnages de la pièce le prennent pour quelqu'un d'honnête alors qu'un subconscient maléfique agit.
McDiarmid a noté que La Revanche des Sith comportait des scènes d'actions contrairement aux précédents volets. À 60 ans, les combats de sabres laser ont été un défi pour lui et à l'instar de ses partenaires, il a pris des cours d'escrime. Lors des combats, les séquences acrobatiques ont été performées par ses doublures, Michael Byrne, Sebastian Dickins et Bob Bowles,.
En parallèle à la prélogie et dans le souhait d'améliorer la continuité entre les deux trilogies, Lucas décide de faire rejouer par McDiarmid la scène de Palpatine du film L'Empire contre-attaque pour la sortie en DVD du long métrage en 2004.
En 2019, il reprend une nouvelle fois le rôle devant les caméras pour le film L'Ascension de Skywalker, neuvième opus de la « Saga Skywalker ». Il avoue être surpris par le retour de Palpatine compte tenu de son sort dans Le Retour du Jedi. Pour J. J. Abrams, le réalisateur du film, sachant l'importance du personnage, son absence aurait été étrange, visible de tous,. McDiarmid raconte que si Palpatine est physiquement handicapé, son esprit est vif comme jamais.

#### Autres apparitions
Du jeux vidéo Star Wars: TIE Fighter (1994) jusqu'au jeu Star Wars: Empire at War (2006) Palpatine a été interprété par Nick Jameson. Ce dernier lui prête notamment sa voix dans la série Star Wars: Clone Wars.
Dans le film d'animation The Clone Wars, Palpatine est interprété par Ian Abercrombie qui reprendre le rôle dans la série qui en découle. Décédé durant la production, Tim Curry le remplace dans quelques épisodes des saisons 5 et 6, bien que la voix de Abercrombie soit toujours audible dans ces saisons,.
Dans l'épisode Le Siège de Lothal qui marque sa première apparition dans la série Star Wars Rebels, il est dans un premier temps interprété par Sam Witwer qui reprend le rôle après les jeux Star Wars : Le Pouvoir de la Force et sa suite. McDiarmid qui avait repris le personnage durant la saison 4, double courant 2019 l'épisode de la saison 2.

#### Doublages francophones

##### Voix françaises
- Jean Claudio : épisode V
- Henri Virlogeux : épisode VI
- Georges Claisse[Note 1] : épisodes I, II, III, V, et IX, The Clone Wars (film et série), Rebels et séries Disney+ (2020 à 2021)
- Jean Michaud[Note 2] : épisode I
- Edgar Givry : séries Disney+ (depuis 2021[Note 3])

##### Voix québécoises
- Yves Corbeil[Note 4] : épisodes I, II, III et IX, The Clone Wars (film et série)
- Benoît Marleau[Note 5] : épisodes I, II

### Promotion
Des figurines du personnage ont été produites par Hasbro de 1983 à 2005.

## Œuvres où le personnage apparaît

### Films
- Star Wars, épisode V : L'Empire contre-attaque (Irvin Kershner, 1980)
- Star Wars, épisode VI : Le Retour du Jedi (Richard Marquand, 1983)
- Star Wars, épisode I : La Menace fantôme (George Lucas, 1999)
- Star Wars, épisode II : L'Attaque des clones (George Lucas, 2002)
- Star Wars, épisode III : La Revanche des Sith (George Lucas, 2005)
- Star Wars : The Clone Wars (Dave Filoni, 2008)
- Star Wars, épisode IX : L'Ascension de Skywalker (J. J. Abrams, 2019)

### Télévision
- Star Wars: Clone Wars
- Star Wars: The Clone Wars
- Star Wars: Rebels
- Star Wars: The Bad Batch
- Star Wars: Obi-Wan Kenobi

### Livres
Les œuvres « canons » dans l'ordre chronologique de l'histoire :
- Star Wars, épisode I : La Menace fantôme
- Star Wars, épisode II : L'Attaque des clones
- Star Wars, épisode III : La Revanche des Sith
- Les Seigneurs des Sith
- Tarkin
- Thrawn
- Alliances
- Trahison
- Star Wars, épisode V : L'Empire contre-attaque
- Star Wars, épisode VI : Le Retour du Jedi
- Dette de vie
- Chute de l'Empire
- Star Wars, épisode IX : L'Ascension de Skywalker

Les œuvres « Légendes » dans l'ordre chronologique de l'histoire :
- Dark Plagueis
- Vent de trahison
- Maul : Prisonnier
- Dark Maul : L'Ombre du chasseur
- Vol vers l'infini
- Le Labyrinthe du mal
- Dark Lord : L'Ascension de Dark Vador
- Les Ombres de l'Empire
- L'Empire des Ténèbres

### Jeux vidéo
Dans l'ordre chronologique de l'histoire :
- 2004 : Star Wars Battlefront 2
- 2015 :Star Wars Battlefront
- 2008 :Star Wars Le Pouvoir de la Force
- 2025 : Fortnite : disponible en tant que cosmétique dans le Passe de Combat, et visible dans l'évènement de fin de saison

## Impact culturel
Dark Sidious est souvent considéré comme le mal incarné, parfois comparé à Satan même,,. J.J. Abrams considère dans une interview qu'il s'agit du « mal absolu ».
Certains politiciens sont comparés à l'Empereur par leurs opposants. C'est notamment le cas de Robert Byrd, sénateur de Virginie occidentale, et de Bill Frist, sénateur du Tennessee (États-Unis),.
Palpatine, à partir de certaines de ses répliques de La Revanche des Sith, est à l'origine de divers mèmes sur Internet,,.